# Marlon Samuels
Marlon Nathaniel Samuels (nacido el 5 de febrero de 1981) es un exjugador de críquet de las Indias Occidentales. Samuels fue un jugador clave del equipo de las Indias Occidentales que ganó la copa mundial de Twenty20 de la ICC de 2012 y la copa mundial de Twenty20 de la ICC de 2016, y fue nombrado hombre del partido en la final de ambos torneos. Es el primer jugador en recibir dos premios Jugador de la final en la historia de la ICC copa mundial Twenty20. También se convirtió en el segundo jugador después de Shahid Afridi en la historia en anotar medio siglo y tomar al menos un solo terreno en una final de la copa del mundo Twenty20.

## Trayectoria deportiva
Samuels hizo su debut en Test Cricket en Australia en 2000, y su debut en One Day International contra Sri Lanka en Nairobi durante el Trofeo Knockout del Consejo Internacional de Cricket en el mismo año. En 2013, Samuels fue nombrado uno de los jugadores de críquet del año de Wisden. Fue uno de los jugadores franquicia de la primera Liga Premier del Caribe. En 2016, la Junta de Cricket de las Indias Occidentales nombró a Samuels como el jugador del año de ´One Day Cricket´ y el Jugador de críquet del año. El 4 de noviembre de 2020, Samuels anunció su retiro del cricket profesional.